# Volejbol'nyj klub Omička
Il Volejbol'nyj klub Omička (in russo "волейбольный клуб Омичка") è stata una società pallavolistica femminile russa con sede a Omsk.

## Storia
Il Volejbol'nyj klub Omička nasce nel 1965, con il nome Spartak Omsk. Dopo aver trascorso diverse stagioni nelle serie minori del campionato sovietico, prima, e del campionato russo, poi, al termine della stagione 1993-94 il club viene promosso nella massima serie del campionato russo.
Dopo diverse stagioni di alti e bassi, condite da due retrocessioni e due promozioni, lo Spartak milita nuovamente nella massima serie dal 2007. Nel 2009 il club cambia denominazione, passando da Spartak Omsk a quella attuale. Nella stagione 2009-10, l'Omička ottiene il miglior piazzamento in regular season della sua storia, il terzo posto, ma viene subito eliminato ai quarti di finale dei play-off, mentre nell'annata 2012-13, dopo una regular season terminata in quinta posizione, riesce a raggiungere il terzo posto al termine dei play-off, risultato che permette alla formazione di qualificarsi alla Champions League e che viene bissato nella stagione successiva.
Nell'annata 2014-15 la squadra raggiunge la finale di Coppa di Russia dove però deve arrendersi al tie-break alla Dinamo Krasnodar, mentre in campionato, dopo il quarto posto nella stagione regolare, viene eliminata ai quarti di finale dei play-off, dovendo inoltre
affrontare nel corso dell'annata difficoltà economiche che mettono a rischio l'iscrizione della squadra al campionato successivo e che spingono diverse atlete sotto contratto a lasciare Omsk; il perdurare della crisi anche nel corso della stagione 2015-16 porta all'abbandono a campionato in corso di altre giocatrici, sostituite da ragazze del settore giovanile, che concludono la stagione all'ultimo posto in classifica.
Nel maggio 2016 viene richiesta la bancarotta del club per effetto dei debiti accumulati e a causa della pesante situazione finanziaria la società viene chiusa cessando di esistere.

## Palmarès
- / Coppa della Siberia e dell'Estremo Oriente: 8

1980, 1983, 1989, 1994, 1998, 2007, 2013, 2014

## Denominazioni precedenti
- 1965-2009: Volejbol'nyj klub Spartak Omsk